# عاشيق ويسل
عاشیق ویسل (بالتركية: Âşık Veysel)‏ (و. 1894 – 1973 م) هو موسيقي، ومغني، وشاعر، وملحن، وكاتب أغاني تركي، توفي عن عمر يناهز 79 عاماً، بسبب سرطان الرئة.

## وصلات خارجية
- عاشيق ويسل على موقع IMDb (الإنجليزية)
- عاشيق ويسل على موقع ميوزك برينز (الإنجليزية)
- عاشيق ويسل على موقع ديسكوغز (الإنجليزية)
- عاشيق ويسل على موقع ديسكوغز (الإنجليزية)
- عاشيق ويسل على موقع كينوبويسك (الروسية)

- عاشيق ويسل في قاعدة بيانات الأفلام على الإنترنت